# 經塚站
26°13′51.06″N 127°42′10.96″E / 26.2308500°N 127.7030444°E
經塚站（日语：／ Kyōzuka eki */?）是位於日本沖繩縣浦添市，屬於沖繩都市單軌鐵路的車站。本站是沖繩都市單軌鐵路延伸時設置的新站，站名最初曾稱為「國際中心前站」，2011年，沖繩都市單軌鐵路在遞交予國土交通省的申請書時，已將車站名稱改稱為「經塚」，而此名稱亦成最後之定名。本站為電車自石嶺站開出後，離開那霸市範圍並進入浦添市的首站，自本站起的延伸區間均於浦添市內。

## 車站構造
本站為採用島式月台設計，共設有1面2線的月台配置，與現時儀保站的設計相同。

### 月台配置
| 月台 | 路線                | 目的地                                       |
| ---- | ------------------- | -------------------------------------------- |
| 1    | ■沖繩都市單軌電車線 | 日子浦西方向                                 |
| 2    | ■沖繩都市單軌電車線 | 首里、歌町、牧志、縣廳前、小祿、那霸機場方向 |

## 歷史
- 2012年（平成24年）1月25日：國土交通省批准沖繩都市單軌鐵路經營首里～浦西共4.1公里的軌道事業特許認可[4]。
- 2013年（平成25年）11月2日：進行車站興建起工式[5]。
- 2014年（平成26年）12月26日：站名決定繼續採用「經塚站」[6]。
- 2019年（令和元年）10月1日：正式開業[5]。

## 車站周邊
- 國際協力機構沖繩國際中心
- 浦添經塚郵局
- SAN-A經塚城
- 沖繩縣立沖繩療育園
- 平安病院
- 沖繩縣立浦添工業高等學校
- 浦添市立澤岻小學
- 昭和藥科大學附屬高等學校及中學

## 相鄰車站
沖繩都市單軌電車
■沖繩都市單軌電車線
石嶺（16）－經塚（17）－浦添前田（18）

## 外部連結
- 沖繩都市單軌電車 – 經塚站 （页面存档备份，存于）（日語）（英文）（繁體中文）（简体中文）